# Шевчук Олександр Григорович
Олекса́ндр Григо́рович Шевчу́к (нар. 14 вересня 1965, Стаханов, Луганська область, УРСР) — український актор театру, кіно та дубляжу, диктор, радіоведучий.

## Життєпис
Закінчив акторський факультет Харківського національного університету мистецтв імені І. П. Котляревського (курс Лисенко Євгена Васильовича).
У 1988 році, студентом 2 курсу, був зарахований до трупи Харківського державного академічного російського драматичного театру імені О. С. Пушкіна.
У 1990—1991 роках — актор Димитровградського драматичного театру імені О. М. Островського (Росія).
У 1991—2000 роках — актор Харківського російського драматичного театру імені О. С. Пушкіна.
У 1992—2005 роках — актор Центру сучасного мистецтва Нова Сцена (Харків).
У 2003—2005 роках — актор Харківського українського драматичного театру імені Т. Г. Шевченка.
У 2001—2013 роках — ведучий Всеукраїнської радіомережі «Мелодія», ведучий програми «Мандрівки навколо світу».
З 2013—2018 роках — ведучий радіо «Перець FM».
Телевізійний ведучий у дитячій програмі «Вовчий смак» (телеканал ОТБ, Харків), телевізійний ведучий у програмі «Справи відпускні» (7-й телеканал, Харків), актор у телевізійних рекламних серіалах «Снігуронькин гороскоп», «Пригоди березневого кота» (7-й телеканал, Харків).
З 2000 року — диктор, займається дубляжем фільмів і озвученням реклами, аудіокниг, комп'ютерних ігор, телевізійних програм українською та російською мовами. Співпрацює із студіями «Так Треба Продакшн», «1+1», «Tretyakoff Production», «Le Doyen», «Postmodern», «AAASOUND» та іншими. Дублював акторів Семюеля Л. Джексона, Марка Волберга, Венсана Касселя, Калеба Лендрі Джонсона та інших. З 2010 року озвучував телепрограми для американського каналу Outdoor російською мовою. З 2015 року — волонтер у соціальному проєкті з озвучення книг навчальної програми для сліпих дітей. В останні роки активно займається озвучуванням фільмів для Netflix.

## Фільмографія[5]
- 2008 — Рідні люди — лікар швидкої допомоги
- 2009 — Зовсім інше життя — бізнесмен
- 2009 — За законом — Павло Маклаков
- 2010 — Єфросинья — Олег
- 2011 — Бабло — епізод
- 2011 — Повернення Мухтара-7 — директор салону «Імперія тату», Колядин
- 2012 — Жіночий лікар — Денис Ігорович Полікарпов
- 2012 — Перевертень у погонах — Доронін
- 2013 — Пастка — епізод
- 2013 — Перша світова — генерал Ломновський
- 2013 — Сашка — Моргун
- 2014—1812–1815. Закордонний похід — епізод
- 2014 — Брат за брата-3 — адвокат
- 2014 — Повернення Мухтара-9 Олег Сиромятников
- 2014 — Гречанка — мистецтвознавець-експерт
- 2014 — Двірняжка Ляля — Трофімов
- 2014 — Чоловік на годину — Річард
- 2015 — EWA — експерт живопису
- 2015 — Закохані жінки — адвокат Анни
- 2015 — Небезпечне місто — Сергій Павлович, Алферов
- 2015 — Відділ 44 — Сергєєв Борис, Єрохін
- 2015 — Слідчі — Валентин Пономар
- 2015 — Володимирська, 15 — Баширов
- 2016 — Майор та магія — Олег
- 2016 — Моя бабуся Фані Каплан — начальник в'язниці
- 2016 — На краю прірви (не було завершено) — Лев Ландау
- 2016 — На лінії життя — військовий лікар
- 2016 — Не зарікайся — Філіп Натанович
- 2016 — Окупація — Кердін
- 2016 — Пес-2 — директор магазину
- 2016 — Поганий хороший коп — режисер
- 2016 — Підкидьки — Анатолій Наумович Вельський
- 2016 — Центральна лікарня — Генадій
- 2016 — Райське місце — постоялець
- 2017 — Догори дриґом — продюсер-аферист
- 2017 — Покоївка — інвестор
- 2017 — Дочки-мачухи — Юрій Олександрович
- 2017 — Капітанша — продавець автомобілів
- 2017 — Невиправні — співробітник спецслужби
- 2017 — Підкидьки-2 — Анатолій Наумович Свірський
- 2017 — Специ — Ігор Старостін
- 2017 — Хороший хлопець — Олександр Глібович
- 2017 — Квіти дощу — постоялець
- 2017 — Що робить твоя дружина? — Рогів
- 2018 — Спадкоємиця мимоволі — епізод
- 2018 — Опер за викликом — Григоров
- 2018 — За правом любові — головлікар
- 2019 — Місто закоханих — епізод
- 2019 — Кримінальний журналіст — юрист
- 2019 — Старший слідчий Я все тобі доведу — Глинський
- 2019 — Біля причалу — епізод
- 2020 — Доктор Віра — епізод
- 2020 — Експерт — адвокат
- 2020 — Мій милій знайда — старий
- 2020 — Поговори з нею — епізод
- 2020 — Реабілітація — епізод
- 2021 — Ляльковий будинок — епізод

## Дублювання персонажів Disney[6]
- 2010 — Залізна людина 2 — Семюель Л. Джексон / Нік Ф'юрі
- 2011 — Перший месник — Семюель Л. Джексон / Нік Ф'юрі
- 2011 — Тор — Семюель Л. Джексон / Нік Ф'юрі
- 2012 — Месники — Семюель Л. Джексон / Нік Ф'юрі
- 2014 — Перший месник: Друга війна — Тобі Джонс / Доктор Зола
- 2015 — Месники: Ера Альтрона — Семюель Л. Джексон / Нік Ф'юрі

## Дублювання та озвучування[7]
- 2012 — «Клятва» — епізод
- 2016 — «Моя бабуся Фані Каплан» — (начальник тюрми) епізод
- 2017—2021 — «Паперовий будинок» — Осло (сезон 1), Прієто (сезон 1-4)
- 2019 — «Скажене весілля 2» — Юрій Леонідович Левандовський
- 2012 — «Громові сили» — Ендрю, Диктор новин
- 2021 — «Голстон» — Данте, Репортер
- 2021 — «Рая та останній дракон» — Бенджа
- 2021 — «Любов сліпа» — Карлтон, Джон, Девід
- 2022 — «Телефон містера Герріґена» — Чик Рафферті
- 2022 — «Улюблений дурень бога» — епізод
- 2022 — «Наглядач» — Джек
- 2023 — «Догмен» — Дуглас